# Alfabet duńsko-norweski
Alfabet duński – alfabet używany do zapisu języka duńskiego. Od 1948 roku jest identyczny w swojej postaci z alfabetem norweskim, stąd bywa nazywany alfabetem duńsko-norweskim. Obie przyjęte formy reprezentacji języków opierają się na piśmie łacińskim, służąc do zapisu języka duńskiego oraz norweskiego, niemniej te same litery w różnych językach mogą mieć nieco inną wymowę. Od podstawowego alfabetu łacińskiego różnią się trzema literami: æ, ø oraz å, które w tej właśnie kolejności występują na końcu alfabetu.

## Postać
Alfabet składa się z 24 liter:

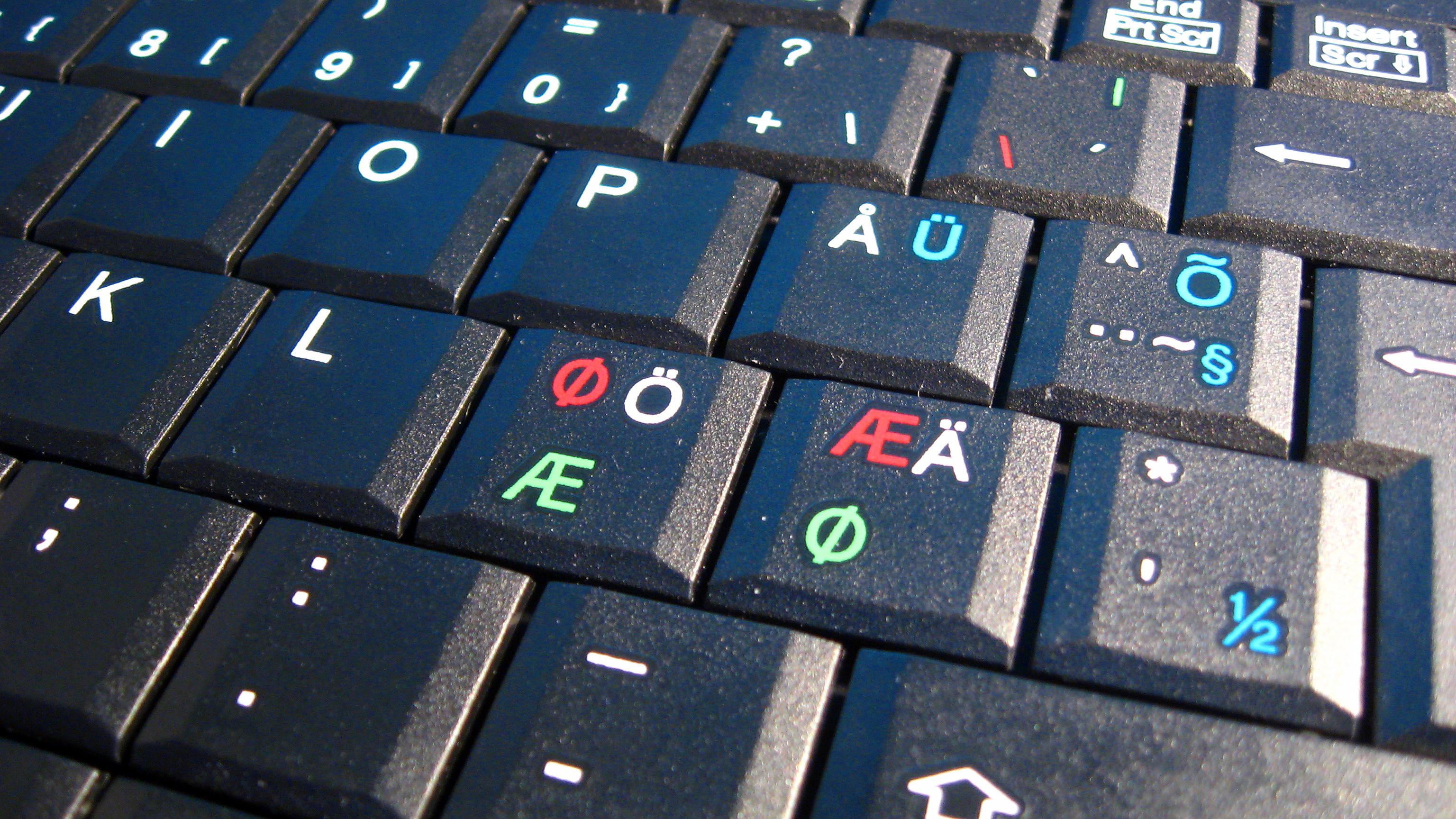
Litery alfabetu duńsko-norweskiego na klawiaturze komputera

A B D E F G H I J K L M N O P R S T U V Y Æ Ø Å
Pięć liter, normalnie występujących w alfabecie łacińskim, tj. C Q W X Z,
nie jest używanych do zapisu słów rodzimych, występują jedynie w wyrazach obcych i zapożyczeniach.

## Historia
Przeprowadzona w 1948 r. reforma duńskiej ortografii wprowadziła do użycia literę å, używaną dotychczas w norweskim i szwedzkim. Pierwotna pisownia („aa”) pojawia się w starych dokumentach, oraz, mimo upływu lat, bywa czasem wykorzystywana do zapisu niektórych nazwisk oraz nazw własnych (np. nazwa miasta Ålborg czasem zapisywana jest jako Aalborg). Za sprawą tej reformy alfabet duński oraz alfabet norweski przestały się od siebie różnić graficznie, choć różnice w wymowie głosek zapisywanych tymi samymi literami czasem są dość duże.
Mocą tej reformy zrezygnowano z zapisu wszystkich rzeczowników wielką literą.